# Isla Montão de Trigo
Isla Montão de Trigo o Isla Montón de Trigo (en portugués: Ilha Montão de Trigo) es una isla del estado de São Paulo, en el país suramericano de Brasil. Está situada entre la ensenada de Bertioga y el canal de São Sebastião, a aproximadamente 14 km del continente. La cumbre de la isla está a 276 metros sobre el nivel del mar, siendo un punto de contemplación del mar, de las islas adyacentes y del canal de São Sebastião. Su profundidad es de 3 a 20 metros. Para llegar a la isla, es posible alquilar embarcaciones en la Barra do Una. Como no hay prayas en la isla, el acesso es difícil.